# Erick Dowson Prado
Erick Dowson Prado Mélendez (n. San Salvador, San Salvador, El Salvador, 25 de enero de 1976) es un exfutbolista y director técnico salvadoreño actualmente dirige al Once Deportivo F. C., con el que fue campeón del torneo Apertura 2024. 

## Futbolista

### ADET
Prado, un mediocampista defensivo alto y resistente , tuvo una larga carrera en la Primera División de El Salvador, comenzando con ADET, con quien logró ascender a la categoría superior, junto con Santos Rivera y Héctor Canjura.
Después de breves períodos en Alianza Fútbol Club, nuevamente ADET, Club Deportivo FAS y Club Deportivo Atlético Marte, terminó en Asociación Deportiva Isidro Metapán para quien jugó durante casi 10 años consecutivos en un breve período en el club de Segunda División FESA

### Isidro Metapán
Capitán de Asociación Deportiva Isidro Metapán, Prado sufrió una grave lesión de rodilla al final del torneo Apertura 2010 y luego de casi 500 partidos en 17 años de fútbol profesional, Prado terminó su carrera como jugador en 2011, para convertirse en entrenador.
Con Isidro Metapán, Dowson Prado ganó los títulos de Clausura 2007, Apertura 2008, Clausura 2009, Clausura 2009 y Apertura 2010.

## Entrenador

### Turín FESA F.C.
En 2013 Dowson Prado firmó como entrenador del Turín FESA F.C., Dowson Prado ganó el Clausura 2012 y el Apertura 2014 de la Tercera División de El Salvador. 

### FAS Reservas
En 2015 firmó como nuevo entrenador de reservas de Club Deportivo FAS. Con el equipo juvenil, Dowson Prado ganó el torneo Apertura 2015 de Categoría de Reservas.

### El Salvador Sub-17
En enero de 2016, Dowson Prado firmó como nuevo entrenador de Selección de fútbol Sub-17 de El Salvador, en reemplazo de Edgar Henríquez. En mayo de 2017, Dowson Prado no fue renovado por la Federación Salvadoreña de Fútbol (FESFUT).

### Club Deportivo FAS ()[1]
Dowson Prado firmó como nuevo entrenador de Club Deportivo FAS para el resto del torneo Apertura 2018, en reemplazo del gerente colombiano Álvaro de Jesús Gómez, quien dejó el equipo por problemas familiares. Anteriormente, Dowson Prado trabajó como asistente de Álvaro de Jesús Gómez. El 25 de noviembre, Dowson Prado llegó a clasificar a FAS para los cuartos de final del torneo Apertura 2018, luego de un empate 0-0 ante Asociación Deportiva Isidro Metapán en el Estadio Jorge "Calero" Suárez.

## Carrera internacional
Prado hizo su debut con la Selección de fútbol de El Salvador en un Partido amistoso en diciembre de 1993 contra la Selección de fútbol de los Estados Unidos y ha logrado un total de 20 caps, sin anotar goles.
Ha representado a su país en 7 partidos para la Clasificación de Concacaf para la Copa Mundial de Fútbol y jugó en la Copa Uncaf 1999 y 2005, así como en la Copa de Oro de la Concacaf 1996.
Su último partido internacional fue un partido de la Copa Uncaf 2005 en febrero de 2005 contra la Selección de fútbol de Costa Rica.

## Clubes

### Como futbolista
| Club                                | País        | Año         |
| ----------------------------------- | ----------- | ----------- |
| ADET                                | El Salvador | 1994 - 1996 |
| Alianza Fútbol Club                 | El Salvador | 1996 - 1997 |
| ADET                                | El Salvador | 1997 - 1998 |
| Club Deportivo FAS                  | El Salvador | 1999 - 2000 |
| Club Deportivo Atlético Marte       | El Salvador | 2001 - 2002 |
| Asociación Deportiva Isidro Metapán | El Salvador | 2002 - 2011 |
| FESA (Préstamo)                     | El Salvador | 2008        |

### Como entrenador
| Club                                      | País        | Año    |
| ----------------------------------------- | ----------- | ------ |
| Turín FESA F.C.                           | El Salvador | 2013   |
| Club Deportivo FAS (Reserva)              | El Salvador | 2015   |
| Selección de Fútbol Sub-17 de El Salvador | El Salvador | 2016   |
| Club Deportivo FAS                        | El Salvador | 2018 - |

## Palmarés

### Como futbolista
| Título                          | Club                                | País        | Año      |
| ------------------------------- | ----------------------------------- | ----------- | -------- |
| Primera División de El Salvador | Asociación Deportiva Isidro Metapán | El Salvador | 2007     |
| Primera División de El Salvador | Asociación Deportiva Isidro Metapán | El Salvador | 2008     |
| Primera División de El Salvador | Asociación Deportiva Isidro Metapán | El Salvador | 2009     |
| Primera División de El Salvador | Asociación Deportiva Isidro Metapán | El Salvador | 2010 (2) |

### Como entrenador
| Títiulo                                    | Club                          | País        | Año  |
| ------------------------------------------ | ----------------------------- | ----------- | ---- |
| Tercera División de El Salvador            | Turín FESA F.C.               | El Salvador | 2012 |
| Tercera División de El Salvador            | Turín FESA F.C.               | El Salvador | 2014 |
| Primera División de El Salvador (Reservas) | Club Deportivo FAS (Reservas) | El Salvador | 2015 |